# Impatiens kerriae
Impatiens kerriae är en balsaminväxtart som beskrevs av William Grant Craib. Impatiens kerriae ingår i släktet balsaminer, och familjen balsaminväxter. Inga underarter finns listade i Catalogue of Life.